# Totally Killer
Pour plus de détails, voir Fiche technique et Distribution.
Totally Killer est une comédie horrifique américaine réalisée par Nahnatchka Khan, sortie en 2023.

## Synopsis
Un tueur en série de 1987 réapparait en 2023. Poursuivie par lui, Jamie remonte accidentellement le temps jusqu'à cette époque et essaie d'entraver ses plans.

## Fiche technique
- Titre : Totally Killer
- Réalisation : Nahnatchka Khan
- Scénario : David Matalon, Sasha Perl-Raver et Jen D'Angelo
- Musique : Michael Andrews
- Photographie : Judd Overton
- Montage : Jeremy Cohen
- Décors : Tamara Gauthier
- Costumes : Patricia J. Henderson
- Production : Jason Blum, Greg Gilreath et Adam Hendricks
- Sociétés de production : Amazon MGM Studios, Blumhouse Television et Divide/Conquer
- Société de distribution : Prime Video
- Pays d'origine :  États-Unis
- Langue originale : anglais
- Format : couleur — 2.35 : 1 — son Dolby Digital
- Genre : comédie horrifique
- Durée : 106 minutes
- Dates de sortie :
  - États-Unis : 28 septembre 2023 (Fantastic Fest)
  - Monde : 6 octobre 2023 (sur Prime Video)[1]

## Distribution
- Kiernan Shipka (VF : Claire Baradat) : Jamie Hughes / Collette
- Olivia Holt (VF : Diane Dassigny) : Pam Miller (jeune)
- Charlie Gillespie (VF : Maxime Baudouin) : Blake Hughes (jeune)
- Lochlyn Munro (VF : Thierry Ragueneau) : Blake Hughes
- Troy Leigh-Anne Johnson (VF : Esthèle Dumand) : Lauren Creston (jeune)
- Julie Bowen (VF : Marie-Laure Dougnac) : Pam Hughes
- Liana Liberato : (VF : Karl-Line Heller) : Tifanny Clark
- Anna Diaz : Heather Hernandez
- Kelcey Mawema (VF : Mélissa Bérard) : Amelia Creston
- Stephi Chin-Salvo (VF : Alexia Papineschi) : Marisa Song
- Ella Choi (VF : Youna Noiret) : Kara Lim (jeune)
- Jeremy Monn-Djasngar (VF : Baptiste Marc) : Randy Finkle (jeune)
- Nathaniel Appiah (VF : Geoffrey Loval) : Doug Summers (jeune)
- Jonathan Potts (VF : Gérard Darier) : Chris Dubasage
- Kimberly Huie (VF : Géraldine Asselin) : Lauren Creston
- Patti Kim : Kara Lim
- Fred Henderson (VF : Jean-François Aupied) : Norm Dubasage
- Tate Chernen (VF : Guillaume Pevée) : Eddie Royal
- Randall Park (VF : Stéphane Fourreau) : shérif Dennis Lim
- Zach Gibson : Lurch Jeune
- Brendan O'Brien : Lurch adulte
- Andy Thompson (VF : Jean-Marc Charrier) :  M. Parr

- Source et légende : Version française (VF) via le carton de doublage en fin de film